# Portulaca striata
Portulaca striata är en portlakväxtart som beskrevs av V. Poelln. Portulaca striata ingår i släktet portlaker, och familjen portlakväxter. Inga underarter finns listade i Catalogue of Life.